# Stasi-Schnipselmaschine
Als Stasi-Schnipselmaschine wird umgangssprachlich ein Computerprogramm bezeichnet, das die virtuelle Rekonstruktion zerrissener Stasi-Unterlagen ermöglichen soll. Die Software wird im Auftrag der Stasi-Unterlagen-Behörde vom Fraunhofer-Institut für Produktionsanlagen und Konstruktionstechnik (Fraunhofer IPK) in Berlin entwickelt. Der Name der Software ist ePuzzler.
Den Begriff „Stasi-Schnipselmaschine“ prägte die CDU-Bundestagsabgeordnete Beatrix Philipp, die sich zusammen mit weiteren Persönlichkeiten des öffentlichen Lebens für die Finanzierung der Software zur virtuellen Rekonstruktion der Stasi-Unterlagen einsetzt.
2004 begannen die Forschungen für die Stasi-Schnipselmaschine. 2018 wurden die Arbeiten eingestellt, da sich die Scanner als untauglich für die Digitalisierung großer Mengen von Schnipseln erwiesen.

## Entstehung der zerrissenen und geschredderten Stasi-Unterlagen
Ende 1989 wurden bei der DDR-Staatssicherheit zahlreiche Dokumente heimlich beseitigt. Aufgrund der sich überstürzenden Ereignisse reichte die Kapazität der vorhandenen Feuchtschredder, der so genannten „Verkollerungsanlagen“, nicht aus, um die Masse der Akten zu beseitigen. Die Stasi-Mitarbeiter begannen deshalb, Dokumente in großer Zahl per Hand zu zerreißen, um die Schnipsel anschließend in Garagen und Höfen mit Wasser zu übergießen und zu einem Papierbrei zu verstampfen oder in Papiermühlen abfahren zu lassen. Daneben wurden Akten in gewöhnlichen Reißwolfanlagen geschreddert oder in Heizöfen oder auf Müllhalden verbrannt.
Die heimlichen Aktenvernichtungen waren der Grund dafür, dass Bürger in der ganzen DDR Stasi-Dienststellen erstürmten und besetzten, zuerst am 4. Dezember 1989 in Erfurt, Rostock und Leipzig, zuletzt am 15. Januar 1990 in Berlin. Die aufgebrachten Bürger stoppten das Vernichtungswerk, so dass noch tausende Säcke mit vorvernichteten, also zerrissenen, aber noch nicht endgültig beseitigten Materialien gerettet wurden. Als Erbe der Friedlichen Revolution verblieben so über 15.000 Säcke zerrissener Materialien in der Obhut der Stasi-Unterlagen-Behörde.
Laut Stasi-Unterlagen Archiv konnte zerschreddertes Papier aufgrund der Zerstörung nicht mehr rekonstruiert werden.

## Manuelle Rekonstruktion zerrissener Stasi-Unterlagen
1995 wurde im Auftrag der Stasi-Unterlagen-Behörde mit der händischen Rekonstruktion begonnen. Die Arbeit wurde von 1995 bis 2015 hauptsächlich von Angehörigen des Bundesamtes für Migration und Flüchtlinge (BAMF) in Zirndorf bei Nürnberg geleistet. Da das BAMF die Mitarbeiter aufgrund des Flüchtlingsstroms dringender benötigte, beendete die Stasi-Unterlagenbehörde ihre Arbeit in Zirndorf Ende 2015. Die Projektgruppe Manuelle Rekonstruktion zerrissener Stasi-Unterlagen wird jedoch in Berlin und einigen Außenstellen des BStU fortgesetzt. Bisher wurden knapp 1,5 Mio. Blatt aus etwa 500 Säcken rekonstruiert. Schwerpunkte der Rekonstruktion waren einerseits Schriftstücke der Stasi-Hauptabteilung XX, die mit ihrer breiten Zuständigkeit für Staatsapparat, Kirche, Kultur, Bildung, „politischen Untergrund“ (= DDR-Opposition) und Sport die Schaltstelle der inneren Überwachung und Repression in der DDR war. Unter den aus der Hauptabteilung XX wieder hergestellten Materialien befinden sich bspw. die Opferakte Stefan Heyms (OV „Diversant“) sowie Teile der Opferakte von Jürgen Fuchs (ZOV „Opponent“), aber auch die IM-Akten des früheren thüringischen Landesbischofs Ingo Braecklein (IM „Ingo“), des Schriftstellers Sascha Anderson (IM „David Mentzer“, IM „Fritz Müller“), des Theologie-Professors und späteren Rektors der Humboldt-Universität Heinrich Fink (IM „Heiner“) und vieler weiterer Funktionsträger der DDR. Außerdem konnte anhand rekonstruierter Schriftstücke das staatliche Zwangsdoping an Minderjährigen im DDR-Leistungssport durch verdeckte „Offiziere im besonderen Einsatz“ (OibE) der Stasi belegt werden. Die beiden Blätter, welche die Mitnahme des DDR-Dissidenten Thomas Klingenstein im Fahrzeug des IM „Notar“ im Jahre 1979 dokumentieren und zu neuerlichen Vorwürfen gegen Gregor Gysi führten, stammen gleichfalls aus der manuellen Rekonstruktion.
Andererseits wurden bisher vorrangig Schriftstücke der DDR-Auslandsspionage zusammengesetzt. Die Rekonstruktion dieser Unterlagen wird als besonders wichtig eingeschätzt, da es der Stasi-Auslandsspionage („Hauptverwaltung A“ – HV A) Anfang 1990 noch fast vollständig gelungen war, ihre Akten zu vernichten. Die zerrissenen Schriftstücke stellen demnach eine beinahe singuläre Überlieferung dar und lassen auf eine wenigstens schmale Quellenbasis zur Organisation und Arbeitsweise der DDR-Auslandsspionage hoffen. Die bisher rekonstruierten Unterlagen belegen bspw. die Steuerung der Gruppe Ralf Forster, einer militärischen Tarnorganisation der DKP, durch die Stasi, das Untertauchen der RAF-Terroristin Silke Maier-Witt in der DDR oder die Tätigkeit von Agenten der HV A in der alten Bundesrepublik wie IM „Wagner“.

## Virtuelle Rekonstruktion zerrissener Stasi-Unterlagen
Angesichts der bisherigen Ergebnisse forderte im Jahr 2000 eine große Mehrheit der Bundestagsabgeordneten, die Rekonstruktion durch den Einsatz geeigneter IT-Verfahren zu beschleunigen. 2003 konnte die Stasi-Unterlagen-Behörde europaweit eine Machbarkeitsstudie für das Projekt ausschreiben. Den Zuschlag bekam ein Konsortium unter Leitung des Fraunhofer IPK. Diesem gelang es 2004, die Machbarkeit der virtuellen Rekonstruktion nachzuweisen. Daraufhin forderten zahlreiche Bundestagsabgeordnete, die virtuelle Rekonstruktion in einem Pilotverfahren real zu erproben. Nach längeren Verhandlungen wurde hierzu im Frühjahr 2007 dem Fraunhofer IPK ein Forschungsauftrag erteilt.
Im Pilotverfahren sollen Schnipsel aus 400 Säcken mit geschätzten 16 Millionen Schnipseln über Hochleistungscanner digitalisiert werden. Die Scan-Abbildungen werden in einem Rechnerverbund nach äußeren Merkmalen (Risskanten), nach ihrer Farbe sowie nach inneren Merkmalen (Schrift) virtuell zusammengesetzt. Mindestens 80 Prozent der Schnipsel-Sequenzen sollen im automatisierten Betrieb virtuell zusammengefügt werden. Ursprünglich sollten die virtuell rekonstruierten Seiten ab dem Jahr 2009 an die Stasi-Unterlagen-Behörde übergeben werden, um im dortigen Archiv erschlossen und schließlich zugänglich gemacht werden zu können. Am 29. April 2009 teilte die Stasi-Unterlagen-Behörde jedoch mit, dass sich die Auslieferung der virtuell rekonstruierten Seiten verzögern wird. Ende 2013 wies das Fraunhofer IPK zwar nach, dass die Software grundsätzlich funktioniert. Da sich der Scanner allerdings als untauglich für die Digitalisierung großer Mengen von Schnipseln erwies, wurde das Verfahren im Laufe des Jahres 2014 angehalten. Die bis zu diesem Zeitpunkt eingescannten Schnipsel aus 23 Säcken werden virtuell rekonstruiert. Im Dezember 2014 genehmigte der Bundestag für das Projekt zusätzlich zwei Millionen Euro. „Mit diesen Mitteln soll eine Scantechnologie errichtet werden, die schneller und präziser als bisher in der Lage ist, Schnipsel zu digitalisieren. Auch der Algorithmus des ePuzzlers soll weiterentwickelt werden“, schreibt die Stasi-Unterlagenbehörde über die Verwendung dieser Gelder.
Die Benutzung der rekonstruierten Unterlagen unterliegt den gleichen Bedingungen, die nach dem Stasi-Unterlagen-Gesetz (StUG) für den Umgang mit Stasi-Akten gelten. Zur Begleitung und Kontrolle des Forschungsauftrages wurde bei der Stasi-Unterlagen-Behörde die Projektgruppe „Virtuelle Rekonstruktion zerrissener Stasi-Unterlagen“ eingerichtet.
Anfang 2018 wurde bekannt, dass das Projekt vorerst gestoppt werden soll, da keine geeigneten Scanner zur Verfügung stehen.

## Kritik vom Bundesrechnungshof
2016 kam es zu Kritik wegen unkalkulierbaren Kosten bei der Rekonstruktion zerrissener Stasi-Akten mit der Software ePuzzler durch den Bundesrechnungshof. Damit konnten in acht Jahren nur Schnipsel aus 23 Säcken digitalisiert und der Inhalt von 11 Säcken rekonstruiert werden. Diese Arbeiten hatten in acht Jahren etwa 14 Millionen Euro gekostet. Dabei lagern rund 15.000 Säcke mit Schnipseln in der Behörde. Wie der Rechnungshof feststellte, „...besteht keine verlässliche Perspektive, mit der vorhandenen Technologie den Gesamtbestand der zerrissenen Unterlagen in absehbarer Zeit und zu überschaubaren Kosten wiederherzustellen“.
Die Angaben des Stasi-Unterlagen-Archivs zu den Kosten der virtuellen Rekonstruktion sind folgende: „Aufgrund der vertraglichen Verpflichtungen wurden seit Projektbeginn im Jahr 2007 rund 6,5 Millionen Euro aus den vom Deutschen Bundestag zur Verfügung gestellten Haushaltsmitteln an das Fraunhofer IPK bzw. die Fraunhofer Gesellschaft bezahlt.“ Zu der Kritik des Bundesrechnungshofes schreibt das Stasi-Unterlagen-Archiv: „Der Bundesrechnungshof hatte zur Weiterentwicklung des Projektes in seinem 2015 begonnenen und in 2017 abgeschlossenen Prüfverfahren hilfreiche Impulse gegeben. Eine im Jahr 2018 vorgelegte Projektskizze des Fraunhofer IPK für ein angepasstes Verfahren wurde intensiv begutachtet und geprüft. Es folgten Gespräche zur Beendigung des alten und Auflage eines neuen Vertrages.“

## Trivia
Im deutschen Spielfilm Zwischen den Zeiten von Hansjörg Thurn aus dem Jahr 2014 werden die Rekonstruktion der zerrissenen Stasiakten mittels moderner Scannertechnologie sowie die Entwicklung dieser Technologie thematisiert.